# Az idő urai
Az idő urai (francia cím: Les Maîtres du temps) 1982-ben bemutatott francia–magyar koprodukcióban készült sci-fi rajzfilm, amely Stefan Wul L’Orphelin de Perdide („A Perdide bolygó árvája”) című kultikus regénye alapján készült (1958). Az animációs játékfilm rendezője René Laloux, producerei Jacques Dercourt és Roland Gritti. A forgatókönyvet Jean Giraud írta, a zenéjét Jean-Pierre Bourtayre, Pierre Tardy és Christian Zanesi szerezte. A mozifilm a Télécip, a TF1 Films Production, a WDR, az SWF, az SSR, a BBC, az MTV Szórakoztató Osztály, a Pannónia Filmstúdió és a Hungarofilm gyártásában készült, a CCFC, a RUSCICO és a MOKÉP forgalmazásában jelent meg. Műfaja sci-fi kalandfilm. 
Franciaországban 1982. március 21-én, Magyarországon 1983. szeptember 29-én mutatták be a mozikban, 1 nappal később az MTV-1-es csatornán is látható volt. A film 4K felbontású felújított változatát 2025. január 23-án mutatták be a hazai mozik.
A filmet Moebius látványtervei keltették életre, és a Pannónia Filmstúdió művészei népesítették be fantasztikus lényekkel, felejthetetlen kreatúrákkal.

## Cselekmény
Egy Claude nevű férfi száguld járművével a Perdide bolygón. Barátjának, Jaffarnak küld egy üzenetet, amelyből kiderül, hogy a feleségét a bolygón őshonos gyilkos rovarok ölték meg. Balesetet szenved, és nem tud kiszállni, ezért odaadja a fiának, Pielnek az adóvevőjét. Azt mondja neki, hogy Mikinek hívják, és bármit is mond neki, pontosan azt kell tennie, amit kér tőle. Egy közeli erdőbe küldi a fiút, ahová a rovarok nem tudnak utánamenni, majd a jármű felrobban.
Jaffar megkapja Claude segítségkérő üzenetét. Még mielőtt odaindulna, megkeresi régi barátját, Silbadot, akinek van tapasztalata a Perdide-ről, lévén ő maga is élt ott gyerekként. Jaffarnak két utasa van, Matton herceg és Belle hercegnő, akiket száműztek a bolygójukról, és most egy nagy kinccsel térnek vissza, amelyből a herceg a trónra visszatérését akarja finanszírozni, és nincs elragadtatva attól, hogy kitérőt tesznek.
Jaffar, Silbad, Matton és Belle beszélnek Piellel Mikin keresztül és úgy adnak neki tanácsokat. Silbad bolygóján szemtanúi lesznek annak, ahogy egy organizmus több, érzelmekkel és értelemmel rendelkező homunkulusszá válik szét. Két "mákvirág" közülük, akik látják az emberek gondolatait, Yula és Yad felszöknek az űrhajóra, mert kalandokban akarnak részt venni. Az utasok tudta nélkül játszani kezdenek a kinccsel és véletlenül kitaszítják azt a világűrbe. Matton majdnem meggyőzi Plelt, hogy fojtsa bele magát egy tóba, de Belle idejében felfedezi és megakadályozza.
Jaffar egy üstökös gravitációját felhasználva akar a Perdide felé indulni, ezért a Gamma 10 bolygó közelébe kormányozza az űrhajót. Matton herceg megszökik és leszáll a bolygóra, amin teljesen egyforma, arctalan, angyalszerű lények laknak. Őt és Jaffart elfogják, és a bolygót irányító, amorf entitásba akarják őket dobni, hogy mindketten ugyanolyan egyformák legyenek, mint ők. Matton önfeláldozásának köszönhetően tudnak megmenekülni, és ennek során megmentik azokat is, akik korábban lettek a Gamma 10 áldozatai.
Később üldözőbe veszik őket, akik a Matton által csempészett kincs nyomában járnak. A Gamma 10 egyik túlélője egy alakváltó, és ő vállalja, hogy felveszi a kincs alakját, hogy addig is a többiek sikeresen elmenekülhessenek. Miközben a tervet végrehajtják, mindenki megfeledkezik Pielről, aki szabadon kezd el kószálni. Betéved egy barlangba, ahol húsevő csápok támadnak tá. Kétségbeesve rohan ki egyenesen a tó felé, kijutva az erdőből, ahol azonnal megtámadják a gyilkos rovarok. Jaffar űrhajója már majdnem megérkezik a Perdide-hez, amikor azt különös lények, az Idő Urai küldik vissza a múltba, Piellel együtt, 60 évvel korábbra.
Az időutazás mellékhatásaként az űrhajó utasai eszméletüket vesztik. Egy űrállomáson ébrednek, ahol ellátják mindannyiukat, de Silbad haldoklik. Yula és Yad felfedezik, hogy Silbad nem más, mint az idős Piel. Amikor a Perdide visszakerült a múltba, Piel majdnem meghalt a rovarok támadásában, de egy arra járó másik űrhajós meg tudta őt menteni - igaz, gyerekkori emlékeit ennek hatására elvesztette. Silbad meghal, a temetésén pedig részt vesz az egyik Idő Ura.

## Eltérések a könyvtől
Piel neve a könyvben Claude, mint az apjáé, Jaffar neve Max, Matton hercegé pedig Martin. A két gondolatolvasó manót az űrhajón, valamint a hippoornitorix nevű állatot a Perdide bolygón a filmhez találták ki. Az űrkalózokat a könyvben egy kannibál szörnytől mentik meg, Martint pedig menekülés közben éri a halál; a filmben egy energialénytől kell megmenekülni, aki megfosztja a kalózokat egyéniségüktől, Matton herceg pedig hősiesen feláldozza magát, hogy megmentse a többieket. A történet végében mutatkozik a legnagyobb eltérés: a könyvben Max és társai, mivel rengeteget utaztak fénysebességgel, a jövőben kötnek ki, és a Perdide bolygó már beépített, lakható bolygó, a kis Pielt pedig száz évvel korábban megmentették. A film címét adó Idő urai a regényben nem szerepelnek.
A regény magyarul először 2019-ben jelent meg A Perdide árvája címmel, Szalóki Zoltán fordításában.

## Szereplők
| Szereplő | Eredeti hang      | Magyar hang      |
| -------- | ----------------- | ---------------- |
| Jaffar   | Jean Valmont      | Sztankay István  |
| Silbad   | Michel Elias      | Kállai Ferenc    |
| Piel     | Frédéric Legros   | Boros Zoltán     |
| Matton   | Yves-Marie Maurin | Tahi Tóth László |
| Belle    | Monique Thierry   | Halász Judit     |
| Claude   | Sady Rebbot       | Végvári Tamás    |
| Jad      | Patrick Baujin    | Haumann Péter    |
| Yula     | Pierre Tourneur   | Haumann Péter    |
| Xul      | Alain Cuny        | Tolnai Miklós    |
| Tábornok | Yves Brainville   | Körmendi János   |
| Igor     | Michel Barbey     | Szabó Gyula      |
| Lowry    | Jim Bauman        | Kézdy György     |
| Angol    | Nick Storey       | Kern András      |
| Kalóz    | Gabriel Cattand   | Képessy József   |
| Katona   | Henry Djanik      | Koroknay Géza    |
| Irokéz   | Georges Atlas     | Füzessy Ottó     |
| Onix     | N/A               | Usztics Mátyás   |
| Orvos    | N/A               | Gruber Hugó      |

További magyar hangok: Horkai János, Kenderesi Tibor, Szabó Ottó, Varga T. József

## Díjak, jelölések
- Fantafestival (1982)
  - Díj: legjobb gyermekfilm – René Laloux, Jean Giraud
- Espinho, CINANIMA, Nemzetközi Animációsfilm-fesztivál (1982)
  - Díj: legjobb egész estés film
- Academy of Science Fiction, Fantasy & Horror Films (1983)
  - Jelölés: Szaturnusz-díj (legjobb animációs film)